# Crkva Uzvišenja Sv. Križa u Blaževcima

## Filijalna crkva u Blaževcima
U Blaževcima se nalazi filijalna kapelica posvećena Uzvišenju Svetog Križa (14. rujna). Pripada Župi sv. Ante Padovanskog Sivša. Sagrađena je 1973. godine prema projektu Projektbiroa -  Slavonski Brod. Promjera 14,5x10,5 m. U crkvi se nalaze slike – postaje Put križa /ulje na platnu/ slikara Ljube Laha.

## Povijest
Godine 1973. zaslugom fra Mladena Perića (tadašnji Župnik u Sivši 1972. – 1978.), skupa s vjernicima napravljena je filijalna kapelica na Križu u Blaževcima. 
Poseban događaj u Župi Sivša 1988. bila je proslava Mlade mise vlč. NIkole Komušanca u Blaževcima 24.srpnja. Vlč. Nikola Komušanac je dopomogao da se oporavi, materijalno i duhovno, podružnica Križ - Blaževci poslije rata. 
Crkva je tijekom rata 1992. i 1993. do temelja srušena. 
Po završetku rata, 1996. godine obnovljena je crkva u Blaževcima dobrovoljnim vjerničkim prilozima i to prema istom projektu i njezinim starim dimenzijama, dakle bez izmjena. Vanjska i unutarnja njezina obnova trajala je sve do 1998. godine  
14.9.2000. Blagoslovljen veliki križ ispred crkve  
Godine 2001. Postavljanje Put križa u crkvi.                